# Oudesluis
Oudesluis est un village situé dans la commune néerlandaise de Schagen, dans la province de la Hollande-Septentrionale. En 2009, le village comptait environ 800 habitants.